# Dechoukaj
Dechoukaj és un terme crioll que significa literalment "desarrelament". S'utilitza sobretot per referir-se a l'agitació política a Haití després de l'exili del dictador Jean-Claude Duvalier, el 7 de febrer de 1986. Durant el dechoukaj molts camperols i gent senzilla de ciutat es varen venjar dels seus opressors, inclosos els membres dels "Tonton Macoutes". El dechoukaj va afectar, especialment, a la institució de la religió vodú d'Haití, perquè els seus dirigents i les tradicions que practicaven havien estat fortament vinculades al dictador i s'havia utilitzat per exercir el control sobre la població.